# Grancia di San Lorenzo
La Grancia Certosina di San Lorenzo è un edificio monastico di circa 1500 metri quadrati costruito tra il XVI e XVII secolo nel comune di Sala Consilina come granaio della Certosa di Padula da cui prende il nome e da cui dipendeva.

## Storia e descrizione
Giovanni Bigotti aveva ereditato dal padre beni e poderi a Venosa donandoli al monastero di Padula.
Con questi beni i certosini costruirono la prima Grancia di Sala Consilina (La Vecchia) che è attigua al Palazzo Bigotti.
Sul portale di ingresso, scolpita su pietra, è visibile la graticola con le iniziali dell'ordine certosino.
Di rilievo è la loggia interna a quattro archi sospesa su medaglioni curvi di pietra addossata a un lato del cortile quadrangolare. La struttura attuale è composta da tre piani
Al piano terra è ancora visibile il selciato originale del XVI secolo sul quale la grancia fu edificata. 
La grancia poggia direttamente sulla roccia della collina sottostante ed è stata per questo motivo base per rilevazioni sismologiche.
L'ingresso principale si apre su un cortile scoperto rettangolare. A sinistra con una piccola cappella dedicata a San Lorenzo di costruzione settecentesca. A destra c'è un'antica mangiatoia per animali, costruita ancora con le pietre originarie divenuta negli anni sessanta prima stalla e poi cucina per i bambini che studiavano nell'edificio trasformatosi nel frattempo in scuola cattolica. Un affresco sulla parete frontale all'ingresso mostrava scene rurali ma è purtroppo fortemente compromesso essendo esposto alle intemperie.
L'edificio è di proprietà della Provincia di Salerno che ne conserva ancora alcuni uffici. 
Dal 2013 la Grancia di San Lorenzo è sede dell'Accademia Musicale del Vallo di Diano e dal 2014 è sede del Concorso Musicale Internazionale Carlo Agresti e del Concorso Europeo di Clarinetto Carl Maria Von Weber.